# Friedrichstollen (Baden-Baden)

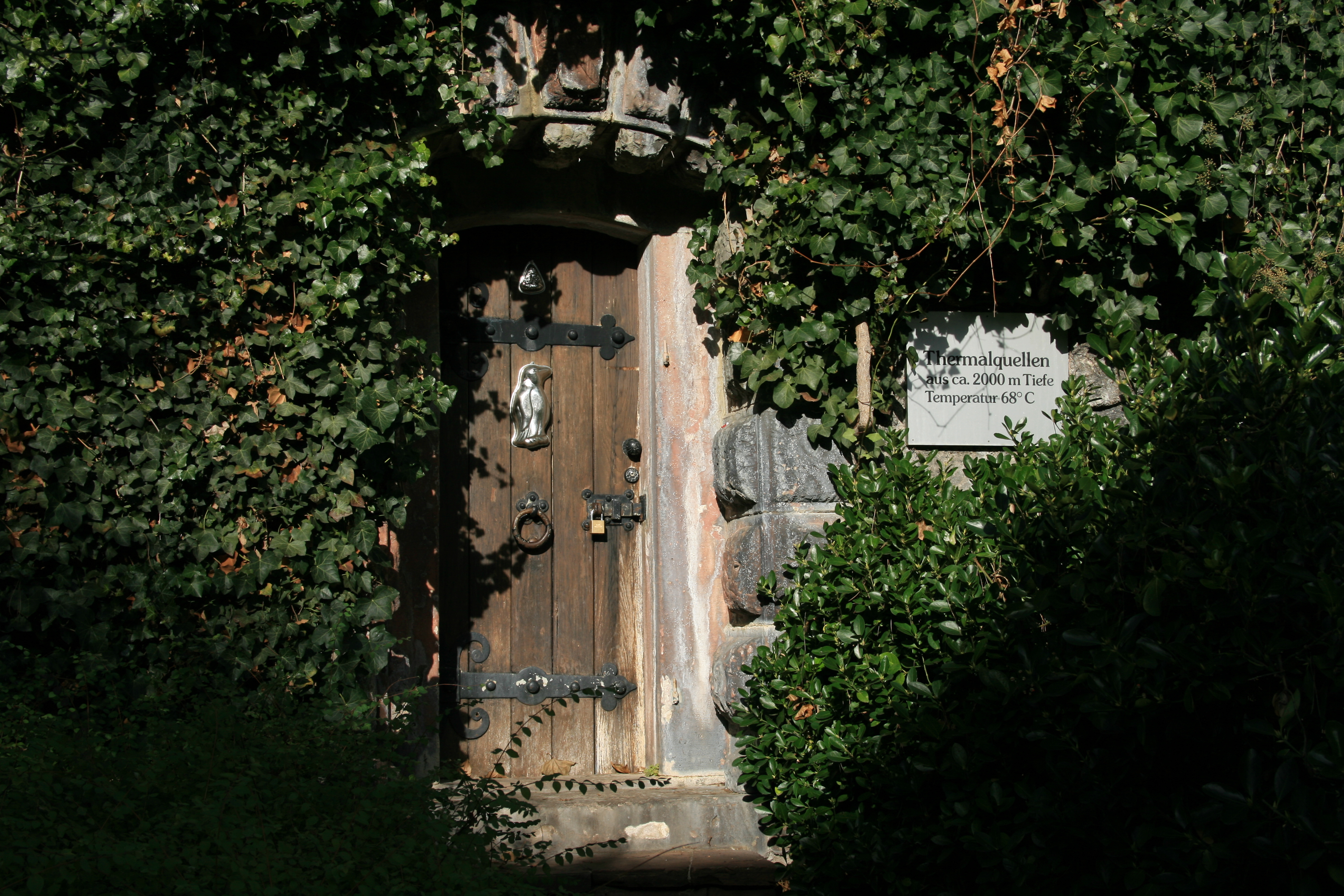
Der Eingang zum Stollen

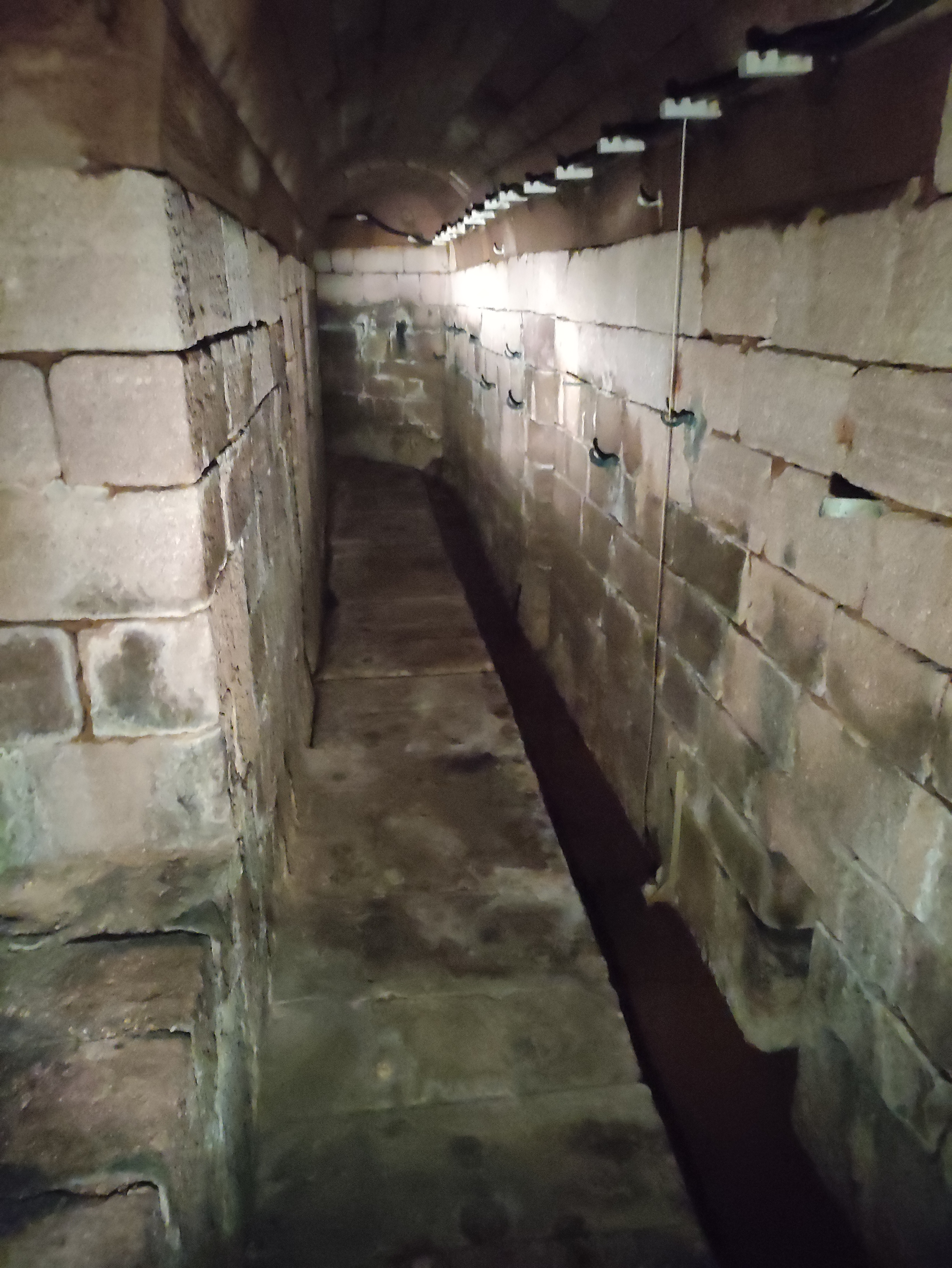
Friedrichstollen

Der Friedrichstollen ist ein Stollen zu den Thermalquellen in Baden-Baden.
Die Gesamtlänge des Friedrichstollen mit allen Seitenstollen beträgt rund 160 Meter. Er ist zum Großteil mit Natursandstein und Klinker gemauert und führt zum Quellgebiet im Florentinerberg. Im Florentinerberg wird das Thermalwasser aus verschiedenen Quellen aus einer Tiefe von etwa 2000 Meter gefasst. Diese sind:
- Friedrichsquelle 184,5 m ü. NN, 67,5 °C
- Höllquelle 185,5 m ü. NN, 67,2 °C
- Neue Stollenquelle 184,8 m ü. NN, 66,8 °C
- Juden- und Brühquelle 64,0 °C

## Geschichte
Bereits die Römer hatten vor 2000 Jahren an dieser Stelle einen Badebetrieb, den sie Aquae (später Aquae Aureliae) nannten. Dieser Name ging dann von Badin zum heutigen Baden-Baden über. Der Großherzogliche Oberbaurat Robert Gerwig ließ den Friedrichstollen in den Jahren 1868–1871 erstellen. Er liegt mit 182-185 m ü. NN etwa 30 Meter über dem Oostal.
Der artesische Wasseraustritt wird über eine offene Sammelrinne mit einer Schüttung von 4,156 l/s (800000 Liter/Tag) an die medizinischen Bäder und Trinkkuren geleitet. Hierbei bestehen Trinkmöglichkeiten in der Caracalla-Therme, am Reiherbrunnen in der Sofienstraße oder an der Trinkhalle neben dem Kurhaus.
Das aus Spalten in den Arkosen und Konglomeraten des Oberkarbons austretende Thermalwasser ist eine Natriumchlorid-Therme.